# Эйдум, Макс
Макс Исаак Эйдум (дат. Max Isaac Ejdum; род. 15 октября 2004, Свеннборг, Южная Дания) — датский футболист, защитник клуба «Оденсе».

## Клубная карьера
Эйдум — воспитанник клубов Свендборг и «Оденсе». 29 июля 2022 года в матче против «Мидьбюлланна» он дебютировал в датской Суперлиге. 